# José Manuel García-Margallo
José Manuel García-Margallo y Marfil (sinh ngày 13 tháng 8 năm 1944) là một chính trị gia người Tây Ban Nha. Từ năm 2011 đến năm 2016, ông làm Bộ trưởng Bộ Ngoại giao và Hợp tác Tây Ban Nha.
Trước đây, García-Margallo là thành viên của Nghị viện Châu Âu với Đảng Nhân dân, một phần của Đảng Nhân dân Châu Âu và Phó Chủ tịch Ủy ban Kinh tế và Tiền tệ của Quốc hội Châu Âu. Ông cũng là người thay thế Ủy ban Thương mại Quốc tế và Phó Chủ tịch phái đoàn quan hệ với các nước Trung Mỹ.
García-Margallo sinh ra ở Madrid. Năm 1960, ông gia nhập quân đội Tây Ban Nha trẻ. Ông tốt nghiệp Luật và Kinh tế của Đại học Deusto ở Bilbao (1965) và sau đó nhận bằng thạc sĩ Luật (LLM) của Đại học Harvard (1972).